# Iranoleon arabicus
Iranoleon arabicus is een insect uit de familie van de mierenleeuwen (Myrmeleontidae), die tot de orde netvleugeligen (Neuroptera) behoort. 
Iranoleon arabicus is voor het eerst wetenschappelijk beschreven door Hölzel in 1982.